# 후안 데 가라이

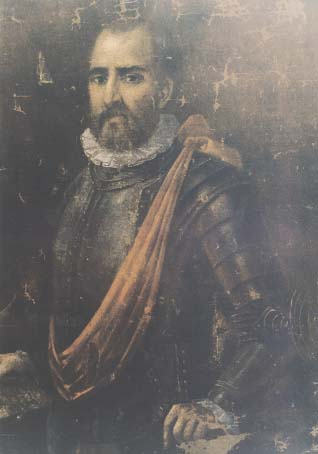
후안 데 가라이

후안 데 가라이(Juan de Garay, 1528년 ~ 1583년)는 에스파냐의 남아메리카 정복자이다. 페루·콜롬비아를 거쳐 파라과이를 차례로 탐험했으며, 1573년 아르헨티나를 세웠다. 다음해에 리오 데 라 프라타 식민지의 부총독이 되었으며, 부에노스 아이레스에 식민지를 만들어 그곳이 오늘날과 같이 큰 도시로 발전하게 되었다. 그 후 인디언에 의해 피살되었다.